# Zeev Kun

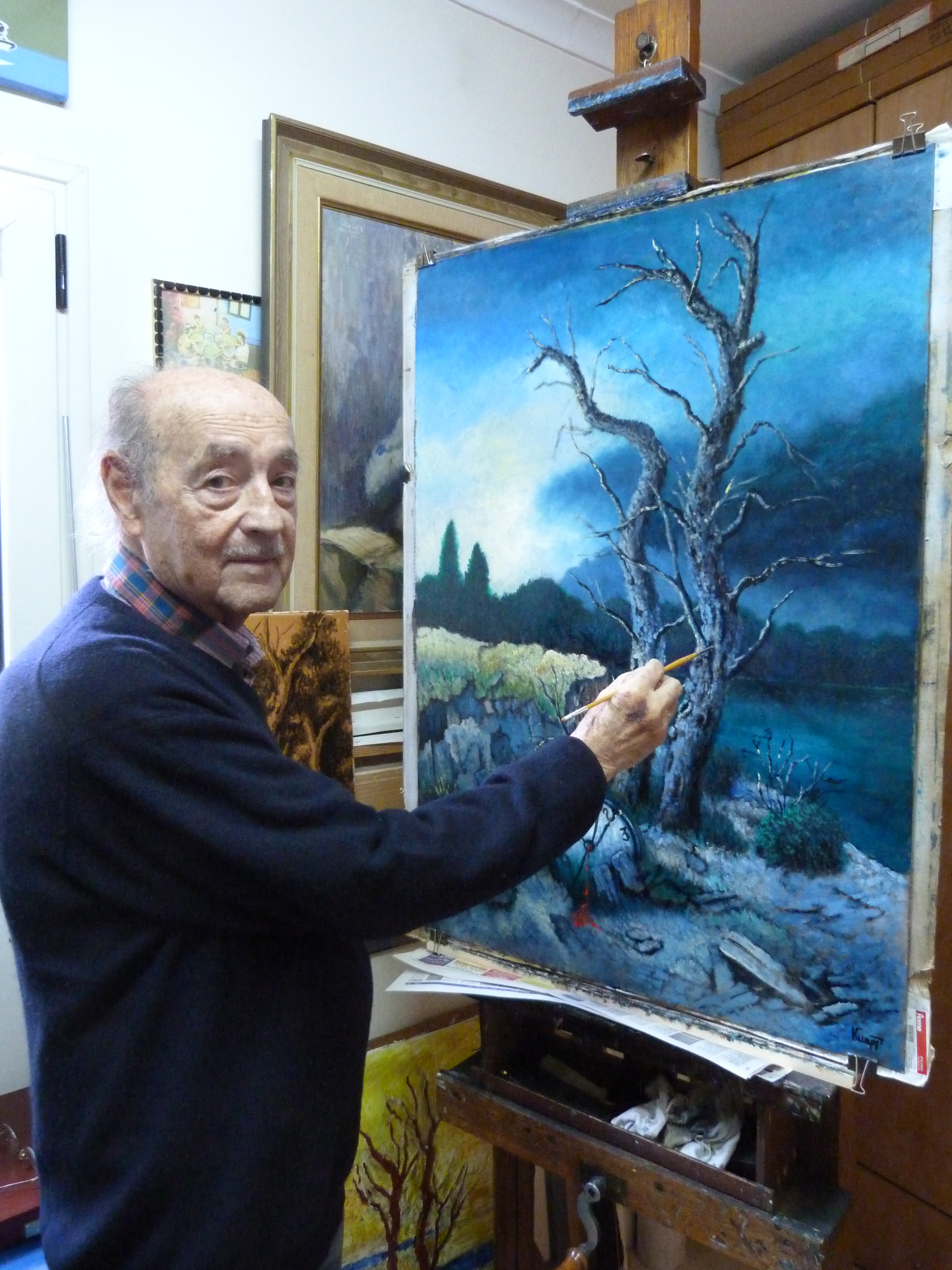
Zeev Kun (2015)

Zeev Kun (* 16. April 1930 in Nyíregyháza, Ungarn; † 20. Juni 2024 in Tel Aviv) war ein israelischer Maler ungarischer Herkunft. Er war der Vater des Malers Shay Kun.

## Leben
Der israelische Maler Zeev Kun wurde am 16. April 1930 in der Stadt Nyíregyháza im Nordosten Ungarns geboren. Seine Eltern, Blanka und Sándor, besaßen einen kleinen Künstlerbedarfsladen, wo Zeev schon im Alter von zwölf Jahren als Bote arbeitete. Seine Arbeit im Laden der Eltern hat aber nicht lange gedauert: im März–Juni 1944 begann die Deportation der ungarischen Juden, und Zeev, der zu dieser Zeit erst 14 Jahre alt war, wurde im KZ Jaworzno festgehalten, das 23 Kilometer von Auschwitz entfernt war und als Außenlager diente. Von Januar bis April 1945 brachte man ihn in die Lager Groß-Rosen, Buchenwald und Flossenbürg. Am 23. April 1945 wurde das Konzentrationslager von der 97. Infanteriedivision der US-Armee befreit.
Ende August 1945 gelang es ihm, nach Ungarn zurückzukehren. Mit der Lagernummer an der Hand ist Zeev Kun kehrte die Schule zurück. Nach Abschluss der Schule wurde er im Herbst 1947 an die Ungarische Akademie der Bildenden Künste zugelassen, wo er fast zwei Jahre lang studierte. Als das neue politische Regime seine Repressionen verschärfte, wurde 1949 das ganze Eigentum der Familie beschlagnahmt. Jetzt gelang es Zeev Kun mit einer Gruppe von 30 Juden der Organisation „Hashomer Hatzair“ die tschechische Grenze heimlich zu überqueren und dann über Österreich weiter nach Italien zu reisen. Von der Stadt Bari gelangte die Gruppe an Bord eines Schiffes nach Israel.
In Israel angekommen begab sich Zeev Kun zunächst in den Kibbuz Givat Chaim in der Nähe von Chadera. Dort blieb er nicht lange: 1951 reiste er wieder nach Österreich, um seine Studien an der Wiener Kunstakademie aufzunehmen. Zeev Kun kam nach Wien gerade in der Zeit, als sich die „Wiener Schule des Phantastischen Realismus“ formierte. Studenten und junge Professoren der Wiener Kunstakademie bemühten sich, die Tragödie und das Entsetzen des Zweiten Weltkriegs in ihren Werken zu analysieren und darzustellen. Gleichzeitig versuchten sie, einen Dialog mit den Künstlern der deutschen Renaissance (mit Malern wie Hieronymus Bosch und Peter Brueghel der Ältere) und mit Surrealisten der zwanziger und dreißiger Jahre, in erster Linie mit Max Ernst (1891–1976) zu führen. Wie Zeev Kun sich erinnert, waren ihm in jenen Jahren Anton Lehmden und Ernst Fuchs besonders nahe. 
Das Hauptthema der Werke von E. Fuchs ist die Apokalypse. Seine Gemälde vermitteln eine Vorahnung auf eine Katastrophe, auf einen unvermeidlichen Zerfall der Welt; in seinen von Angst geprägten Werken ist der Tod immer anwesend. Es ist kein Wunder, dass Zeev Kun, der durch Auschwitz und Buchenwald gegangen ist, so von den Gemälden dieses Malers tiefst bewegt und beeinflusst wurde, der zudem gleichen Alters war.

## Kunst und Ausstellungen
Nach der Zeit in Wien kehrte Zeev Kun nach Israel zurück, wo er 1954 dem örtlichen Verein der Maler und Bildhauer beitrat. Seine Ausstellungen fanden sowohl in vielen israelischen Städten wie Jerusalem (1954) und Tel Aviv (1959, 1961, 1963, 1964, 1968, 2014), als auch in Brussel (1960), Paris (1962, 1972, 1994), London (1965), Sydney (1967), New York (1968), Los Angeles (1968), Detroit (1970), Amsterdam (1972), Stockholm (1975), Antwerpen (1976) und in Berlin (1987) statt. Von zahlreichen israelischen Malerpreisen wurde Zeev Kun der Max Nordau-Preis 1973 verliehen.
In seinen künstlerischen Werken versuchte Zeev Kun zu zeigen, dass trotz der nationalen Wiedergeburt in Israel und in einigen Ländern der Diaspora die Menschen die Erinnerung an den Holocaust nie überwinden werden.